# یک داستان با بل برایم بخوان
یک داستان با بل برایم بخوان (به انگلیسی: Sing Me a Story with Belle) یک مجموعه لایو اکشن آمریکایی است که توسط پاتریک دیویدسان و ملیسا گولد ساخته شده‌است. این مجموعه بل از فیلم دیو و دلبر (۱۹۹۱) را نشان می‌دهد که اکنون صاحب یک فروشگاه کتاب در دهکده است. معمولاً کودکانی که دوست دارند داستانی بشنوند از او استقبال می‌کنند. بل با بچه‌ها تعامل می‌کند و در حین انجام فعالیت‌هایی در اطراف فروشگاه، پویانمایی‌های کوتاه قدیمی دیزنی را روایت می‌کند. این مجموعه در ۸ سپتامبر ۱۹۹۵ در شبکه دیزنی به نمایش درآمد.

## توسعه
به گفته کن وینر، معاون رئیس تلویزیون بوئنا ویستا، استفاده از انیمیشن‌های کوتاه قدیمی دیزنی این امکان را به نمایش می‌دهد که کیفیت انیمیشن بالاتری نسبت به نمایش آموزشی ارائه دهد که استانداردهای کمیسیون فدرال ارتباطات را برآورده می‌کند.
در اوایل سال ۱۹۹۵، گفته شد که نمایش دو فیلم کوتاه در هر قسمت (با موسیقی و صداهای به روز) ارائه می‌دهد، که بل و کودکان گاهی اوقات برای اهداف بحث یا «آزمایش توانایی‌های شناختی» آنها را قطع می‌کردند.

## طرح
بل (لینزی مک‌لئود) در فرانسه زندگی می‌کند و پس از ازدواج با شاهزاده‌اش، صاحب فروشگاه کتاب و موسیقی خود است. لوئیس و کارول، دو کرم کتاب جادویی، هارمونی گربه و کتاب بزرگ، یک کتاب بزرگ سخنگو روی یک پایه کتاب، در کتابفروشی به او کمک می‌کنند. بچه‌های محلی از کتاب‌فروشی دیدن می‌کنند که بل برایشان آواز می‌خواند و داستان می‌گوید و معمولاً به اخلاقیاتی که که در آن روز به اتفاق افتاده‌است مربوط می‌شود.
کلیپ‌هایی از کارتون‌های قدیمی دیزنی اغلب برای نشان دادن داستان‌ها استفاده می‌شود، از جمله:
- رقیب میکی
- کارناوال کلوچه
- گولیاث ۲
- وینی پو و درخت عسل
- سرزمین موسیقی

## بازیگران
- لینزی مک‌لئود - بل از دیو و دلبر
- تیم گودوین - بریوش
- جیکوب چیس - جیکوب
- کرستن استورمز - کرستن
- شان پایفروم - شاون
- همپتون دیکسون - همپتون «کوچولو».
- جنفر جسی - جنفر
- ناتالی تروت - ناتالی
- جولی وانلو - جولی
- کری آن برادفورد - کری آن
- کریس رابلز - کریس
- جی.جی. وارد - جی.جی.
- لیندسی لویی - لیندسی
- ترور من - ترور
- هالی آرنشتاین - هالی
- ویکتوریا گرگسون - ویکتوریا
- جاستین چپمن - جاستین
- کریستا ماکالوش - کریستا
- فارین این‌هورن - فارین
- کریستین ترولسن - عمو زک
- وول باور - گاستون (۱ قسمت، «اون چیزی که در داخلته مهمه»)
- سیندی ویچینو - اینز
- مری پت گلیسون - مادام سوفله

### صداها
- مری کی برگمن - فیفی، هانسل و گرتل، الف، جادوگر
- کریستین کواناوگه - کارول کرم کتاب
- جف کانور - هارمونی گربه
- جیم کامینگز - کتاب بزرگ، لوئیس کرم کتاب
- وین آلواین - میکی ماوس
- تونی آنسلمو - اردک دونالد
- بیل فارمر - مسخره، پلوتون، خوک عملی
- راسی تیلور - مینی ماوس
- موریس لامارچ - موش مورتیمر، جو زرافه
- ترس مک‌نیل - لمبز، تیلی تایگر
- کوری بورتون - ارواح
- ویل رایان - ویلی غول